# Kal, Semič
Kal este o localitate din comuna Semič, Slovenia, cu o populație de 87 de locuitori.